# Protokół podatkowy
Protokół podatkowy – dokument służący do rejestrowania czynności i zdarzeń występujących w ramach przeprowadzanej kontroli podatkowej. Sporządzany jest zgodnie z przepisami Ordynacji Podatkowej na dzień zakończenia kontroli podatkowej.
Zawiera informacje na temat: 
- podmiotu, który jest kontrolowany,
- instytucji, która dokonuje kontroli,
- miejsca i czasu przeprowadzenia kontroli,
- przedmiotu i zakresu kontroli,
- oceny prawnej jaka jest przedmiotem kontroli,
- zgromadzonej dokumentacji.

Podmiot kontrolowany ma prawo zapoznać się z treścią sporządzonego protokołu, który powinien jasno określać czy podmiot wywiązuje się z obowiązków podatkowych. Do protokołu załącza się dokumentacje w postaci kopii dokumentów księgowych, wydruków kont księgowych, protokołów z zeznań świadków, przeprowadzonych oględzin, opinii biegłych.